# Парнозуб
Парнозуб (Zygodon) — рід мохів родини Orthotrichaceae.
Рід містить 62 види, які поширені на всіх континентах крім Антарктиди.

## Етимологія
Назва роду Zygodon означає пара зубів, що ймовірно стосується перистомних зубів, спочатку з'єднаних попарно у деяких видів. Однак це не стосується видів Zygodon rupestris, Zygodon dentatus і Zygodon viridissimus, які також зустрічаються в Центральній Європі, оскільки вони позбавлені перистомів.

## Морфологічні характеристики
Досить дрібні рослини утворюють пухкі або густі подушки. Стебла ризоїдно-запушені. Листки ланцетні та загострені, з плоскими краями, рідко випростані у вологому стані, лежать сухими і часто зігнуті або скручені. Листкова жилка тягнеться до верхівки листка. Спорова коробочка на ніжках, довжина якої зазвичай менше сантиметра. Перистом може бути одинарним, подвійним або навіть відсутнім. Поширення часто відбувається через виводкові тіла, які зазвичай є еліпсоїдними та багатоклітинними.